# هاورد كوايل
هاورد كوايل هو رئيس وزراء جزيرة مان اعتباراً من 4 أكتوبر عام 2016. انتخب كوايل عضواً في مجلس المفاتيح عن الدائرة الوسطى من الجزيرة عام 2011. وأعيد انتخابه مجدداً ليشغل أحد المقعدين المخصصين للدائرة الوسطى في مجلس المفاتيح عام 2016 بموجب الترتيبات الانتخابية المنقَّحة.
أدَّى هاورد كوايل اليمين الدستوريَّة لمنصب رئاسة وزراء جزيرة مان بتاريخ 4 أكتوبر عام 2016، وذلك بعد إجراء التصويت الداخلي المعتاد في المجلس لاختيار رئيس للوزراء حيث رشَّح كوايل نفسه كمستقل.
شغِلَ هاورد كوايل في السابق منصب وزير الصحة والرعاية الاجتماعيَّة في الحكومة المحليَّة لجزيرة مان حتى الانتخابات التي عقدت في شهر سبتمبر من عام 2016.
كوايل متزوج من امرأة تدعى لورين ولدى الاثنان ثلاثة أطفال.

## المناصب الحكوميَّة
- وزير الصحة والرعاية الاجتماعيَّة (2014–2016)
- رئيس وزراء جزيرة مان (اعتباراً من 2016)